# Bundesautobahn 1
Bundesautobahn 1 eller A1 er en motorvej i Tyskland der forbinder Puttgarden med Saarbrücken.